# Newfield (Bishop Auckland)
Newfield – osada w Anglii, w hrabstwie Durham, w dystrykcie County Durham. Leży 4 km od miasta Bishop Auckland. W 2001 miejscowość liczyła 368 mieszkańców.